# Морозівка (Іллінці)
Морозівка — мікрорайон міста Іллінці, колишнє село.
Розташований в північно-східній частині міста. 

## Історичні відомості
Вперше назва згадується у XVI ст. 
За легендою першим поселенцем Морозівки був заможний козак Мороз звідки й назва місцевості.
До 1919 року — передмістя Іллінців. У 1919-1986 роках — самостійне село. 
З 1986 — увійшло до складу міста.

## Пам'ятки
На території мікрорайону знаходиться Троїцька церква, споруджена 1902 року.